# Tubular Bells 2003
 (février 2023).
Si vous disposez d'ouvrages ou d'articles de référence ou si vous connaissez des sites web de qualité traitant du thème abordé ici, merci de compléter l'article en donnant les références utiles à sa vérifiabilité et en les liant à la section « Notes et références ».
Albums de Mike Oldfield
Tres Lunas
(2002) Light + Shade
(2005)
Tubular Bells 2003 est la réinterprétation, trente ans après, du premier album Tubular Bells de Mike Oldfield, créé en 1972 et publié en 1973. C'est son 22ème album studio.

## Une partition quasi identique
Il s'agit à proprement parler d'un nouvel enregistrement plus que d'une composition véritablement nouvelle, qui à première écoute diffère peu de l'original. Et pourtant, on perçoit, si l'on connaît bien l'original, un certain nombre de différences, qui en retour font l'originalité de cette nouvelle version.
“J'étais toujours conscient de ces imperfections. Les fausses notes, les problèmes de calage de tempo, les passages joués trop rapidement, les erreurs d'exécution, etc. J'ai toujours souhaité l'enregistrer de nouveau mais pour une raison ou une autre je n'ai jamais eu le temps... jusqu'à maintenant”.
La partition de Tubular Bells 2003 est presque identique à celle de Tubular Bells. Les séquences sont les mêmes, et présentées dans le même ordre.
Il y a toutefois une différence : tandis que Tubular Bells n'est constitué que de deux parties (Part One et Part Two), Tubular Bells 2003 est constitué de 17 morceaux, dont chacun porte un titre à part entière :
1. Introduction
2. Fast guitars
3. Basses
4. Latin
5. A minor tune
6. Blues
7. Thrash
8. Jazz
9. Ghost bells
10. Russian
11. Finale
12. Harmonics
13. Peace
14. Bagpipe guitars
15. Caveman
16. Ambient guitars
17. The sailor's hornpipe

Les 11 premiers morceaux correspondent à Part One, les 6 suivants à Part Two. Mais la différence entre les deux tient sans doute, entre autres, à des raisons techniques : en 1973, chacune des deux parties correspondait à une face du disque vinyle, tandis qu'en 2003, le disque compact permet d'aller plus rapidement à l'endroit désiré lorsqu'il est divisé en plages.
Les titres des morceaux, comme on peut le voir, ne sont pour ainsi dire jamais thématiques, mais renvoient à :
- des instruments : Fast guitars, Basses, Ghost bells, Harmonics, Bagpipe guitars, Caveman (voix très gutturale de l'« homme des cavernes »), Ambient guitars ;
- des ambiances : Latin, A minor tune, Russian, Peace ;
- des styles musicaux : Blues, Trash, Jazz ;
- des moments de la partition : Introduction, Finale.

Ces types de titres sont révélateurs de la sensibilité au timbre des instruments de Mike Oldfield, et réciproquement du refus de toute prétention figurative : Tubular Bells (en 1973 comme en 2003) ne représente rien.

## Un nouveau son
C'est en particulier le son qui a changé entre les deux versions de cette partition quasi identique.
Par exemple, la guitare électrique saturée a un son beaucoup plus moderne, plus proche de la « distorsion » que du « fuzz ».
La voix de l'homme des cavernes est également légèrement plus mélodique, moins grave et moins gutturale.
Le maître de cérémonie (ici interprété par John Cleese) prononce les paroles sur un ton beaucoup plus déclamatoire et ironiquement solennel. Il articule également beaucoup plus les mots, que l'on distingue plus facilement que dans Tubular bells.
Ces variations sont assez révélatrices de l'attention que le compositeur - et interprète - porte à l'évolution de la musique de son époque. La chanson Thrash en est un exemple caractéristique : son titre fait allusion à un genre musical, le thrash metal (une des évolutions récente du heavy metal), qui n'existait pas en 1973, mais est né plutôt dans les années 1980.
Ainsi, l'interprète semble rejouer la partition qu'il a composée à la lumière de ce qui s'est fait par ailleurs dans l'évolution musicale. L'interprétation, et non seulement la composition, s'inscrit dans une histoire.

## Interprétation deTubular bells 2003
L'un des sens que l'on peut dégager à Tubular bells 2003 est que, à trente ans d'écart, la même personne, jouant la même partition, ne peut pas rejouer la même chose. Le son a changé, et on n'interprète plus la partition de la même façon.
Cela révèle aussi la plasticité de la partition, qui, quoique unique, peut donner lieu à des variantes toutes aussi légitimes les unes que les autres.

## Liens
- (en) Site officiel